# 大果厚皮香
大果厚皮香（学名：Ternstroemia insignis）为山茶科厚皮香属下的一个种。

## 扩展阅读
- 維基物種上的相關：大果厚皮香